# Gymnosiphon divaricatus
Gymnosiphon divaricatus är en enhjärtbladig växtart som först beskrevs av George Bentham, och fick sitt nu gällande namn av George Bentham och Joseph Dalton Hooker. Gymnosiphon divaricatus ingår i släktet Gymnosiphon och familjen Burmanniaceae. Inga underarter finns listade i Catalogue of Life.